# Cinnyris venustus
La suimanga variable (Cinnyris venustus), (anteriormente emplazado en el género Nectarinia), es una especie  de ave paseriforme de la familia Nectariniidae. Se encuentra en  África ecuatorial. 

## Descripción
Son aves paseriformes muy pequeñas que se alimentan abundantemente de néctar, aunque también atrapan insectos, especialmente cuando alimentan sus crías. El vuelo con sus alas cortas es rápido y directo.
Tiene una puesta de dos huevos en un nido suspendido en un árbol. Esta especie se encuentra en los bosques abiertos y en cultivos. Tienen un tamaño de 10 cm. Tienen pico medio  delgado curvado hacia abajo y  la punta tubular, que se adapta a su alimentación  de néctar.
El macho adulto tiene la cabeza, la garganta y la nuca de color verde brillante con la banda del pecho marrón y el vientre amarillento. La hembra tiene la parte superior gris-marrón y el vientre amarillento. 